# Austrotinodes sedmari
Austrotinodes sedmari är en nattsländeart som beskrevs av Oliver S. Flint Jr. 1973. Austrotinodes sedmari ingår i släktet Austrotinodes och familjen trattnattsländor. Inga underarter finns listade i Catalogue of Life.